# Al-Rashid (califa abasí)

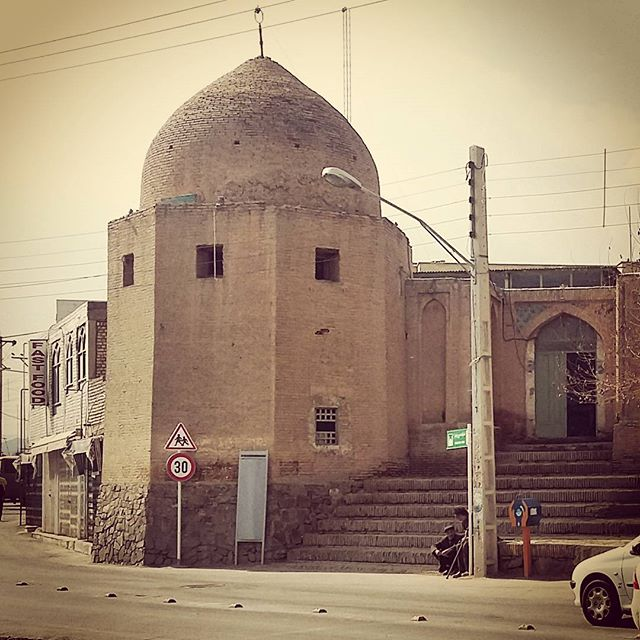
Mausoleo de Al-Rashid

Al-Rashid o Ar-Rashid (en árabe: الراشد) (1109-6 de junio de 1138) fue un califa abasí de Bagdad (1135-1136).
El sultán Masud ibn Muhammad había eliminado a sus rivales y buscaba restablecer su control sobre el califato abasí que con Al-Mustarshid se había erigido en poder autónomo; la batalla decisiva tuvo lugar en Daimarg el 24 de junio de 1135, y el sultán capturó al califa, obligándolo a acompañarlo en una gira por Azerbaiyán y siendo asesinado cuando se encontraban en Maragha, supuestamente por un sectario de la secta de los asesinos, en agosto de 1135. Entonces en Bagdad fue proclamado califa su hijo Al-Rashid, que pidió ayuda a Zengi contra el sultán, y se alió también con el ex pretendiente selyúcida Daud I ibn Mahmud. Pero Masud ibn Muhammad se dirigió a Bagdad. Al-Rashid y Zengi huyeron a Mosul (finalmente Zengi volvió a la fidelidad a Masud unos meses después); Al-Rashid fue declarado depuesto y sustituido por su tío Al-Muqtafi (1136).
Al-Rashid huyó a Isfahán, donde fue asesinado por los "asesinos" (hashshashin) en 1138.